# Joanna Flandryjska
Joanna I, zwana Joanną z Konstantynopola (1199/1200 - 5 grudnia 1244) – hrabina Flandrii i Hainaut, najstarsza córka Baldwina, cesarza łacińskiego (jako Baldwin I), hrabiego Flandrii (jako Baldwin IX) i Hainaut (jako Baldwin VI).

## Życiorys
Jej matką była Maria, córka hrabiego Szampanii Henryka I, po kądzieli wnuczka króla Francji Ludwika VII.
Kiedy Joanna miała 2 lata jej ojciec wyruszył na IV wyprawę krzyżową, w wyniku której został w 1204 r. łacińskim cesarzem Konstantynopola. Opiekę nad Joanną i jej młodszą siostrą Małgorzatą sprawowała ich matka, Maria z Szampanii. W 1204 r. ona również wyruszyła na Wschód, gdzie zmarła na zarazę. Ojciec dziewczynek dostał się w 1205 r. do bułgarskiej niewoli i zmarł w jednym z bałkańskich zamków. Joanna została więc hrabiną Flandrii i Hainaut. Regencję na czas jej małoletności sprawował stryj, margrabia Filip z Namur. Filip przekazał wkrótce prawa do opieki nad dziewczynkami królowi Francji Filipowi Augustowi, który z kolei odsprzedał je Enguerradowi III de Coucy, który miał ambicję ożenić się z Joanną.
Z jego planów nic jednak nie wyszło, gdyż młoda hrabina poślubiła w styczniu 1212 r. w Paryżu swojego odległego kuzyna, infanta Ferdynanda (24 marca 1188 - 27 lipca 1233), młodszego syna króla Portugalii Sancha I Kolonizatora i Dulce Berenguer, córki Ramona Berenguera IV, hrabiego Barcelony. Małżonkowie nie mieli razem dzieci.
Podczas ich podróży do Flandrii Ferdynand i Joanna zostali napadnięci i uwięzieni przez kuzyna hrabiny, księcia Ludwika Francuskiego, syna Filipa Augusta i jego pierwszej żony, Izabelli z Hainaut, ciotki Joanny. Ludwik domagał się zwrotu wiana swojej matki, Artois, które jego ojciec zwrócił w 1200 r. hrabiom Flandrii. Małżonkowie odzyskali wolność dopiero po spełnieniu żądań francuskiego księcia.
Po przybyciu do Flandrii Ferdynand i Joanna związali się z wrogami króla Francji - królem Anglii Janem bez Ziemi i cesarzem Ottonem IV. Ferdynand wziął udział w wojnie 1214 r. i u boku cesarza brał udział w przegranej bitwie pod Bouvines 27 lipca 1214 r., gdzie dostał się do niewoli, w której spędził 12 lat.
W tym czasie Joanna samodzielnie rządziła Flandrią. Jej rządy upłynęły pod znakiem konfliktów z młodszą siostrą Małgorzatą, doszło nawet do wojny domowej. Nieszczęść dopełniła jeszcze klęska głodu. W 1225 r. pojawił się również człowiek podający się za cesarza Baldwina. Zyskał on szerokie poparcie wśród niższych warstw społeczeństwa, a jego rebelia była na tyle groźna, że o mało co nie kosztowała Joanny utratę tronu. Niebezpieczeństwo zostało zażegnane dzięki pomocy króla Ludwika VIII.
Ferdynand powrócił z niewoli w 1226 r. Zmarł 7 lat później. W 1237 r. Joanna wyszła za mąż po raz drugi, tym razem za Tomasza II, hrabiego Piemontu (ok. 1199 - 7 lutego 1259), młodszego syna Tomasza I, hrabiego Sabaudii, i Małgorzaty, córki hrabiego Wilhelma I z Genewy. Również i to małżeństwo nie doczekało się potomstwa.
Joanna zmarła w 1244 r. Flandrię i Hainaut odziedziczyła jej młodsza siostra, Małgorzata.